# Richard Church
Sir Richard Church, italianizzato in Riccardo Church, in greco: Ριχάρδος/Ρίτσαρντ Τσούρτς/Τσωρτς (Cork, 23 febbraio 1784 – Atene, 20 marzo 1873), è stato un generale irlandese, che ha servito anche nell'esercito delle Due Sicilie e in quello greco durante le ultime fasi della rivoluzione greca dopo il 1827; fu eletto membro del Parlamento greco nel 1843 e poi membro del Senato greco.

## Biografia

### Formazione
Figlio secondogenito del quacchero Matthew Church, un mercante seguace della "Società degli Amici", all'età di sedici anni fuggì di casa per arruolarsi nell'esercito britannico. Per questa violazione dei principi pacifisti del movimento religioso di cui era seguace fu disconosciuto dai suoi correligionari, ma non dai suoi familiari: il 3 luglio 1800 infatti suo padre gli acquistò un brevetto di ufficiale nel 13º reggimento di fanteria leggera (Somerset Light Infantry) del British Army.

### Durante le guerre napoleoniche
Nel 1801 fu a Ferrol e in Egitto con Sir Ralph Abercromby. Ritornò in patria dopo la capitolazione francese in Egitto (agosto 1801). Ritornò nel Mediterraneo nell'aprile 1805 con le truppe britanniche spedite in Sicilia nell'ambito della Terza coalizione. Partecipò alla spedizione in Calabria e alla vittoriosa Battaglia di Maida (4 luglio 1806); in quest'occasione ricevette un encomio solenne dal generale Stuart. Poco dopo fu promosso capitano dei Cacciatori corsi (Royal Corsican Rangers) alla testa dei quali nell'ottobre 1806 partecipò alla presa di Capri. Rimase nel fortino di Anacapri per due anni, fino al 4 ottobre 1808, quando le truppe di Murat attaccarono l'isola; la guarnigione di Church riuscì a sfuggire alla cattura e a rifugiarsi in Sicilia, dove Church divenne aiuto quartiermastro generale di Sir Henry Bunbury.
Nell'estate 1809 guidò lo sbarco a Zante e a Itaca nel corso della spedizione inglese per la conquista delle Isole Ionie, possesso francese dal 1807. Church rimase nelle isole Ionie cinque anni, dedicandosi soprattutto alla formazione di reggimenti composti esclusivamente da greci. Alla guida della fanteria leggera greca del Duca di York, un reggimento di indigeni, nel 1811 conquistò l'isola di Santa Maura; in quell'occasione tuttavia venne ferito gravemente al braccio sinistro. Durante la lunga convalescenza si recò a Costantinopoli, ospite dell'ambasciata inglese, dopo aver attraversato a cavallo la Grecia settentrionale, la Tessaglia e la Macedonia. Per alcuni anni la sua principale attività fu quella di mantenere i contatti con i principali eserciti degli alleati. Nel 1813, a Vienna, conobbe Laval Nugent, il generale austriaco nato anch'egli in Irlanda, la cui amicizia ebbe grande importanza sulla carriera militare di Church in Italia.

### Nel Regno delle Due Sicilie
Nel 1817 Church col permesso del comando supremo dell'esercito inglese, entrò al servizio di Ferdinando I delle Due Sicilie col grado di maresciallo di campo e l'ufficio di "ispettore comandante le truppe estere". Capitano generale e comandante in capo di Napoli era Laval Nugent. Nell'ottobre 1817 Church ottenne anche il comando della sesta divisione militare, che comprendeva le province di Bari e di Lecce, per combattere il brigantaggio fiorente nelle Puglie, spesso in associazione a società segrete, come quella di "Papa Ciro". A Church furono dati ampi poteri, sulla falsariga di quanto era stato fatto nel periodo napoleonico nei confronti di Manhès. L'azione di Church fu dura ma efficace. Commenta Pietro Colletta:
(Pietro Colletta, Storia del reame di Napoli dal 1734 sino al 1825, Libro VIII, "Regno di Ferdinando IV (1815-1820)", Capo III, "Errori di governo e loro effetti", XLVIII)
I brillanti risultati ottenuti da Church nelle Puglie spinsero il governo de' Medici a nominarlo comandante supremo militare in Sicilia al servizio del luogotenente generale (posto equivalente a quello di viceré) Diego Naselli. Church e Naselli furono tuttavia travolti dalla rivolta iniziata il 1º luglio 1820 a Napoli dalla Carboneria e diffusasi in Sicilia dove si fece veicolo di rivendicazioni di tipo autonomistico. Church venne scacciato dalla Sicilia. Il 23 luglio 1820 giunse a Napoli dove venne imprigionato a Castel dell'Ovo; verrà liberato nel gennaio 1821 grazie all'intervento diplomatico della Gran Bretagna sul governo costituzionale napoletano. Tornato in patria nel marzo 1821, fu nominato da Giorgio IV cavaliere dell'Ordine del Bagno.

### In Grecia

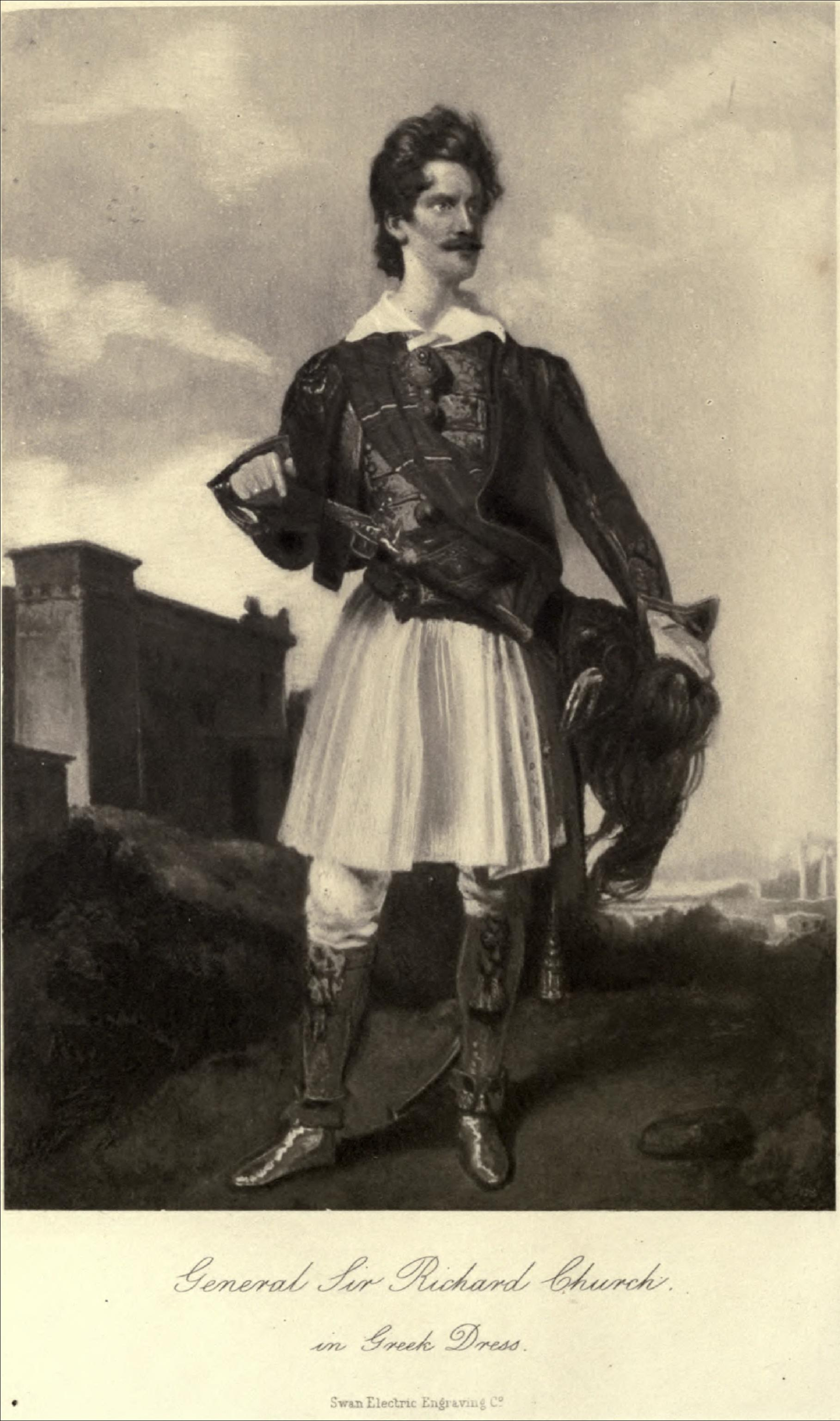
Church in abito tradizionale greco

Nel 1827 accettò l'incarico di comandante in capo dell'esercito greco. Il periodo trascorso nelle isole Ionie durante il periodo napoleonico e l'esperienza maturata in quel periodo alla guida di corpi formati esclusivamente da greci, gli avevano fatto nascere l'idea di poter aiutare i Greci nella lotta per l'indipendenza. Giunse ad Atene il 15 aprile 1827 e organizzò la sfortunata difesa dell'acropoli di Atene assediata dai turchi; con la caduta dell'acropoli, Church si diede alla guerra partigiana nella Grecia occidentale. La sua attività portò nel 1832 a una rettifica, favorevole alla Grecia, della frontiera concordata nel congresso di Londra del 1830. Il 25 agosto 1829 Church si dimise dall'incarico di comandante in capo greco per protesta contro il governo di Giovanni Capodistria. Trascorse tuttavia in Grecia il resto della sua vita. Nel 1854 fu creato generale dell'esercito greco, e morì quasi novantenne ad Atene nel 20 marzo 1873 (8 marzo in Calendario giuliano). È seppellito nel "Primo cimitero di Atene" (Πρώτο Νεκροταφείο Αθηνών), nel boschetto di cipressi presso le sponde dell'Ilisso.

## Matrimonio
Sir Richard Church sposò Marie-Anne, figlia di Sir Robert Wilmot, II baronetto di Osmaston in Worthing, il 17 agosto 1826

## Opere
- Riccardo Church, Relazione dei fatti accaduti al tenente generale Riccardo Church. Napoli: dalla Tipografia Francese, 1820
- Riccardo Church, Brigantaggio e società segrete (1817-1828), Dai ricordi del generale R. Church, Governatore di Terra di Bari e di Terra d'Otranto, Comandante dell'esercito napoletano in Sicilia, ec. ec., introduzione di Gianni Custodero, Lecce: Capone / Edizioni del Grifo, 2005
- Richard Church, Brigantaggio e società segrete nelle Puglie. Bologna: A. Forni, 1976, Facsimile dell'edizione di Firenze: Barbera, 1899